# الدوري البولندي لكرة السلة للسيدات
الدوري البولندي لكرة السلة للسيدات (بالبولندية: Basket Liga Kobiet) هو دوري كرة سلة احترافي للسيدات في بولندا تأسس في سنة 1929 يلعب فيه 12 فريقا. يعتبر فريق فيسوا كراكوف الأكثر فوزا به برصيد 25 لقبا.